# 徐恩綬
徐恩绶（1831年—1894年），字印香、又字杏香，号复盦，浙江钱塘（今杭州）人。
曾祖父徐以誠。祖父徐應夔。父徐孝酉。同治十二年（1873年）舉人，授官内阁中書。终官余姚县教谕。有子徐珂。